# Норрис, Ричард
Ричард Оуэн Альфред Норрис (англ. Richard Owen Alfred Norris; 10 декабря 1931, Бомбей, Британская Индия — 25 августа 2012, Претория) — английский, британский и южноафриканский хоккеист на траве, нападающий. Бронзовый призёр летних Олимпийских игр 1952 года.

## Биография
Ричард Норрис родился 10 декабря 1931 года в городе Бомбей в Британской Индии (сейчас Мумбаи в Индии).
Для учёбы был отправлен в Великобританию. Учился в Королевской школе Кентербери. Играл за школьные команды Кента по хоккею на траве, регби и крикету, за мужскую хоккейную сборную Кента. Играл на юниорском Уимблдонском теннисном турнире.
Впоследствии учился в оксфордском Тринити-колледже, получил специальность инженера. Играл за хоккейную сборную университета.
В 1952 году вошёл в состав сборной Великобритании по хоккею на траве на летних Олимпийских играх в Хельсинки и завоевал бронзовую медаль. Играл на позиции центрального нападающего, провёл 3 матча, забил 1 мяч в ворота сборной Индии.
В течение карьеры провёл 5 матчей за сборную Великобритании, забил 4 мяча. За сборную Англии сыграл 17 матчей, забил 18 мячей.
Служил в британской королевской артиллерии. В 1957 году стал работать в морском колледже в Пангборне учителем математики и тренером по хоккею на траве.
В 1958 году переехал в Южно-Африканский Союз. В течение 14 лет работал в колледже Хилтон в окрестностях Питермарицбурга, преподавал физику и хоккей.
В Южной Африке продолжал игровую карьеру, в 1960—1964 года с командой Натала выигрывал межрегиональный турнир.
В 1971 году вернулся в Англию. После стажировки в школе Миллфилд в Сомерсете заведовал отделом в Пангборнском колледже в 1972—1988 годах, а до 1992 года работал учителем математики. После ухода из колледжа давал частные уроки, издал выпущенный Кембриджским университетом учебник по математике.
В 2008 году вернулся в ЮАР, чтобы быть ближе к семье.
1 августа 2012 года приехал в Лондон на летние Олимпийские игры. Однако здесь самочувствие Норриса ухудшилось, и он был вынужден вернуться в ЮАР.
Умер 25 августа 2012 года в южноафриканском городе Претория.

## Семья
Отец — Рекс Норрис (1899—1980), индийский хоккеист на траве. Олимпийский чемпион 1928 года.
Младший брат — Рон Норрис (1932—1984), индийский тяжелоатлет. Участник летних Олимпийских игр 1952 года.
Был женат, вырастил дочь, которая вместе с его внуками жила в ЮАР.